# Баттикалоа
Баттикало́а (синг. මඩකලපුව, там. மட்டக்களப்பு) — город на востоке Шри-Ланки. Расположен на территории Восточной провинции и является административным центром одноимённого округа. Население — 88 459 человек (по оценке 2007 года).

## Происхождение названия
Своё современное название город получил в период английского колониального владычества. Первоначально Баттикалоа назывался Мадакалапува (первая 'М' изменилась на 'Б' в то время, когда островом владели голландцы), что на сингальском языке означает «илистая лагуна». Это имя, в свою очередь, произошло от тамильского Мадуранкерникулам.

## География
Баттикалоа расположен на восточном побережье Шри-Ланки, на плоской равнинной косе, отделяющей лагуну от океана. Город возвышается над уровнем моря в среднем всего на 5 м. В районе Баттикалоа находятся три лагуны: Баттикалоа, Валайчченай и Вакари. Лагуна Баттикалоа достигает 56 км в длину и имеет площадь 141 км².
В Баттикалоа есть обширные песчаные пляжи.

## Климат
Город расположен на востоке страны, на берегу Индийского океана. Климат тропический муссонный.
| Показатель                                                                         | Янв. | Фев. | Март | Апр. | Май | Июнь | Июль | Авг. | Сен. | Окт. | Нояб. | Дек. | Год  |
| ---------------------------------------------------------------------------------- | ---- | ---- | ---- | ---- | --- | ---- | ---- | ---- | ---- | ---- | ----- | ---- | ---- |
| Средний суточный максимум, °C                                                      | 29   | 30   | 32   | 33   | 33  | 33   | 33   | 33   | 32   | 31   | 30    | 29   | 31,5 |
| Средний суточный минимум, °C                                                       | 23   | 23   | 24   | 25   | 26  | 26   | 25   | 25   | 25   | 24   | 24    | 24   | 24,5 |
| Норма осадков, мм                                                                  | 228  | 142  | 75   | 79   | 50  | 26   | 54   | 66   | 69   | 204  | 334   | 408  | 1735 |
| Температура воды, °C                                                               | 28   | 28   | 29   | 30   | 30  | 29   | 29   | 28   | 29   | 29   | 29    | 28   | 28,8 |
| Источник: http://www.worldclimateguide.co.uk/climateguides/srilanka/batticaloa.php |      |      |      |      |     |      |      |      |      |      |       |      |      |

## История
Первыми жителями этой местности являлись дравидийские племена, говорившие на древнетамильском языке. У них возникло феодальное общество с кастовой системой. Приблизительно в 700 году до нашей эры здесь возникло первое государство во главе с королём Кутиканом. В начале II в. н. э. королевство было захвачено Карикалой Чола из династии ранних правителей государства Чола (в т. н. период Сангам). Карикала взял несколько тысяч заложников, которых увёл в своё королевство, однако 12 лет спустя Гаджабаху I отправился в поход на Чола и вернул пленников на родину.
История освоения этих земель ранними поселенцами описана в цикле литературных произведений (написанных на протяжении долгого периода времени), получившем название Маттакаллаппу Манмиам («Слава Батикалоа»). Также история Баттикалоа описывается в древнем труде Маттакаллаппу Пурва Чаритирам («Древняя история Баттикалоа»).
В I в. н. э. на земли Баттикалоа из Тамилнада (тогда — государство Пандья) прибыли муккувары — тамильская каста рыбаков. Они начали создавать деревни и укреплённые поселения вдоль берега. Им приходилось участвовать и в военных конфликтах.
В XII веке восточное побережье Шри-Ланки подверглось нападению со стороны государства Калинга (основу армии составляли наёмники из южной Индии). Потомки оставшихся на острове солдат Калинги, как считается, стали основателями шри-ланкийского королевства Джафна.
В начале XVII века голландская экспедиция, отплывшая из Кейп-Коморина в Галле, продолжила плавание вокруг южной оконечности острова и 31 мая 1602 года высадилась в Баттикалоа. Они обнаружили, что в этих местах есть плантации, на которых выращивают корицу, перец и кокосовые орехи, однако все они принадлежат местному правителю. Местные жители привели на встречу в качестве переводчика португальца, так как из всех европейцев встречались только с португальцами и не подозревали, что у белых людей есть ещё какой-то язык. После этого голландский адмирал, возглавлявший экспедицию, имел переговоры с тамильским королём Раджасинганом из Мадурая по вопросу противодействия португальцам, которых тамилы считали угнетателями.
На территории современного города Баттикалоа в 1622 году португальцы основали одноимённый форт, однако 18 мая 1638 года он был захвачен голландцами. Потомки первых европейских поселенцев и в наше время в небольшом количестве проживают в городе.
В 1795 году началась война между Британией и Батавской республикой. В конце августа того же года английский флот начал бомбардировку Баттикалоа, и 18 сентября город пал. С 1802 года он входил в состав британской колонии Цейлон. С 1948 г. — в составе доминиона Цейлон, с 1972 г. — независимой Шри-Ланки.

## Население
Население города стабильно растёт: если в 1981 году в Баттикалоа проживало 42 963 человека, а в 2001 году — 80 313 человек, то в 2007 — 88 459. В городе проживают тамилы, ларакалла, сингалы, потомки голландских и португальских поселенцев (см. Portuguese Burghers) и прибрежные ведды.

## Экономика
Основу местной экономики составляют, прежде всего, рыболовство и сельское хозяйство. Местные жители ловят рыбу и креветок, выращивают рис. Также в Баттикалоа развита аквакультура.

### Туризм.
Вскоре после окончания Гражданской войны в 2009 году в городе и окрестностях стал развиваться международный туризм. Отдыхающих в Баттикалоа привлекают прежде всего – пляжный отдых и различные виды сноркелинга и дайвинга. Сёрфинг не так развит как в некоторых других местах восточной части острова, но и для него здесь имеются подходящие условия. 
Кроме того, Баттикалоа – популярное место для сезонного наблюдения за китами (с конца апреля – по сентябрь; основные объекты наблюдения – синие киты и кашалоты).

## Транспорт
В город проложена ветка Шри-Ланкийских железных дорог. Развита сеть автобусных маршрутов и такси. Также в Баттикалоа есть военный аэропорт.